# Казановські

Варіант гербу Гримала

Казановські (пол. Kazanowski) — польський шляхетський рід гербу Гримала. Рід відомий із середини XV століття. Рід Казановських, згаслий у Польщі в середині XVII століття, продовжував існувати в Смоленській губернії Російської імперії.

## Представники роду
- Бартош — луківський земський суддя, швагро Павела Ґдешинського, який відписав йому частини маєтку в Жепліні[1].
- Домінік — підкоморій короля Казимира IV Ягеллона (1448).
- Марцін (пом. 1636), польний гетьман коронний, подільський воєвода, брав участь у війнах з Московією в смутний час.
- Домінік Александер (пом. 1638), син Мартина Казановського, брацлавський воєвода, переміг козаків під Кумейками і помер від отриманих у цій битві ран.
- Адам (1599—1649), стольник і маршалок великий коронний, був близьким другом короля Владислава IV.
- Адам Геронім — син Героніма, галицький каштелян[2] після батька (з 1642 року), ніс тіло королевича Зигмунта Казімежа на похороні у вересні 1647, був особисто знайомий із Богданом Хмельницьким, був у комісії Адама Кисіля, на чолі 100-кінної корогви в полку Миколая Потоцького-«ведмежої лаби» воював під Берестечком, де загинув 29 червня 1651, подібно через те, що його норовистий кінь привів його до козаків.[3]